# Handball-Weltmeisterschaft der Frauen 1997
Die 13. Handball-Weltmeisterschaft der Frauen wurde vom 30. November bis zum 14. Dezember 1997 in Deutschland ausgetragen. 24 Mannschaften nahmen an der Weltmeisterschaft teil.

## Spielorte

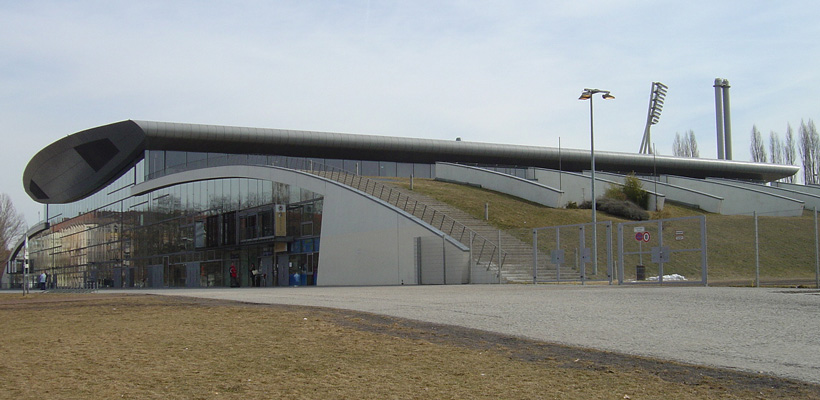
Die Max-Schmeling-Halle – Austragungsort der Finalspiele

Die Weltmeisterschaft wurde in den Städten Berlin, Hannover, Saarbrücken, Hamburg, Sindelfingen, Neubrandenburg und Rotenburg an der Fulda ausgetragen. Die beiden Halbfinalspiele und das Finale fanden in der Berliner Max-Schmeling-Halle statt.

## Vorrunde

### Gruppe A
| Land        | Spiele | S | U | N | Erzielte Tore | Gegentore |     | Pkt |
| ----------- | ------ | - | - | - | ------------- | --------- | --- | --- |
| Deutschland | 5      | 5 | 0 | 0 | 153           | 92        | 61  | 10  |
| Polen       | 5      | 4 | 0 | 1 | 129           | 114       | 15  | 8   |
| Österreich  | 5      | 3 | 0 | 2 | 132           | 115       | 17  | 6   |
| Angola      | 5      | 1 | 1 | 3 | 126           | 143       | −17 | 3   |
| Japan       | 5      | 1 | 1 | 3 | 105           | 130       | −25 | 3   |
| Brasilien   | 5      | 0 | 0 | 5 | 104           | 155       | −51 | 0   |

| Deutschland | 32 – 17 | Japan       |
| Österreich  | 36 – 23 | Brasilien   |
| Polen       | 29 – 24 | Angola      |
| Japan       | 16 – 24 | Österreich  |
| Brasilien   | 19 – 32 | Polen       |
| Österreich  | 20 – 32 | Deutschland |
| Japan       | 25 – 21 | Brasilien   |
| Deutschland | 29 – 19 | Polen       |
| Österreich  | 29 – 22 | Angola      |
| Deutschland | 32 – 18 | Brasilien   |
| Angola      | 30 – 30 | Japan       |
| Polen       | 26 – 25 | Österreich  |
| Brasilien   | 23 – 30 | Angola      |
| Polen       | 23 – 17 | Japan       |
| Österreich  | 18 – 28 | Deutschland |

### Gruppe B
| Land       | Spiele | S | U | N | Erzielte Tore | Gegentore |     | Pkt |
| ---------- | ------ | - | - | - | ------------- | --------- | --- | --- |
| Kroatien   | 5      | 5 | 0 | 0 | 146           | 90        | 56  | 10  |
| Norwegen   | 5      | 4 | 0 | 1 | 155           | 93        | 62  | 8   |
| Frankreich | 5      | 3 | 0 | 2 | 140           | 95        | 45  | 6   |
| Belarus    | 5      | 2 | 0 | 3 | 122           | 125       | −3  | 4   |
| Kanada     | 5      | 0 | 1 | 4 | 77            | 139       | −62 | 1   |
| Usbekistan | 5      | 0 | 1 | 4 | 83            | 181       | −98 | 1   |

| Kroatien   | 27 – 14 | Kanada     |
| Norwegen   | 34 – 21 | Belarus    |
| Frankreich | 39 – 17 | Usbekistan |
| Usbekistan | 15 – 45 | Kroatien   |
| Kanada     | 15 – 32 | Norwegen   |
| Belarus    | 17 – 30 | Frankreich |
| Kanada     | 13 – 30 | Belarus    |
| Norwegen   | 44 – 13 | Usbekistan |
| Kroatien   | 21 – 20 | Frankreich |
| Kroatien   | 28 – 19 | Belarus    |
| Usbekistan | 18 – 18 | Kanada     |
| Frankreich | 19 – 23 | Norwegen   |
| Belarus    | 35 – 20 | Usbekistan |
| Frankreich | 32 – 17 | Kanada     |
| Norwegen   | 22 – 25 | Kroatien   |

### Gruppe C
| Land           | Spiele | S | U | N | Erzielte Tore | Gegentore |     | Pkt |
| -------------- | ------ | - | - | - | ------------- | --------- | --- | --- |
| Südkorea       | 5      | 5 | 0 | 0 | 160           | 101       | 59  | 10  |
| Ungarn         | 5      | 4 | 0 | 1 | 156           | 102       | 54  | 8   |
| Rumänien       | 5      | 3 | 0 | 2 | 153           | 124       | 29  | 6   |
| Elfenbeinküste | 5      | 2 | 0 | 3 | 121           | 129       | −8  | 4   |
| Algerien       | 5      | 1 | 0 | 4 | 101           | 146       | −45 | 2   |
| Uruguay        | 5      | 0 | 0 | 5 | 74            | 163       | −89 | 0   |

| Rumänien       | 44 – 23 | Algerien       |
| Ungarn         | 36 – 12 | Uruguay        |
| Südkorea       | 30 – 24 | Elfenbeinküste |
| Uruguay        | 15 – 34 | Rumänien       |
| Elfenbeinküste | 21 – 33 | Ungarn         |
| Algerien       | 16 – 35 | Südkorea       |
| Rumänien       | 26 – 30 | Ungarn         |
| Algerien       | 20 – 21 | Elfenbeinküste |
| Südkorea       | 35 – 11 | Uruguay        |
| Rumänien       | 28 – 26 | Elfenbeinküste |
| Uruguay        | 18 – 29 | Algerien       |
| Ungarn         | 29 – 30 | Südkorea       |
| Elfenbeinküste | 29 – 18 | Uruguay        |
| Ungarn         | 28 – 13 | Algerien       |
| Südkorea       | 30 – 21 | Rumänien       |

### Gruppe D
| Land                | Spiele | S | U | N | Erzielte Tore | Gegentore |     | Pkt |
| ------------------- | ------ | - | - | - | ------------- | --------- | --- | --- |
| Russland            | 5      | 4 | 1 | 0 | 128           | 111       | 17  | 9   |
| Mazedonien          | 5      | 3 | 1 | 1 | 124           | 115       | 9   | 7   |
| Dänemark            | 5      | 3 | 1 | 1 | 161           | 114       | 47  | 7   |
| Tschechien          | 5      | 2 | 1 | 2 | 136           | 145       | −9  | 5   |
| Slowenien           | 5      | 1 | 0 | 4 | 136           | 158       | −22 | 2   |
| Volksrepublik China | 5      | 0 | 0 | 5 | 118           | 160       | −42 | 0   |

| Mazedonien          | 26 – 22 | Slowenien           |
| Russland            | 27 – 24 | Tschechien          |
| Dänemark            | 38 – 16 | Volksrepublik China |
| Slowenien           | 27 – 30 | Russland            |
| Volksrepublik China | 24 – 30 | Mazedonien          |
| Tschechien          | 27 – 41 | Dänemark            |
| Russland            | 22 – 19 | Mazedonien          |
| Tschechien          | 30 – 25 | Volksrepublik China |
| Dänemark            | 37 – 24 | Slowenien           |
| Slowenien           | 28 – 31 | Tschechien          |
| Russland            | 27 – 19 | Volksrepublik China |
| Mazedonien          | 25 – 23 | Dänemark            |
| Volksrepublik China | 34 – 35 | Slowenien           |
| Mazedonien          | 24 – 24 | Tschechien          |
| Dänemark            | 22 – 22 | Russland            |

## Achtelfinale
| Frankreich  | 20 – 30 | Polen          |
| Deutschland | 33 – 23 | Belarus        |
| Österreich  | 18 – 24 | Norwegen       |
| Kroatien    | 30 – 22 | Angola         |
| Südkorea    | 29 – 26 | Tschechien     |
| Dänemark    | 30 – 25 | Ungarn         |
| Rumänien    | 33 – 37 | Mazedonien     |
| Russland    | 28 – 20 | Elfenbeinküste |

## Viertelfinale
| Deutschland | 24 – 19 | Mazedonien |
| Polen       | 19 – 24 | Russland   |
| Dänemark    | 25 – 21 | Kroatien   |
| Südkorea    | 21 – 27 | Norwegen   |

## Platzierungsspiele 5–8
| Südkorea | 34 – 26 | Mazedonien |
| Polen    | 19 – 20 | Kroatien   |

## Halbfinale
| Deutschland | 23 – 25 | Norwegen |
| Dänemark    | 32 – 22 | Russland |

Beim Halbfinalspiel Dänemark – Russland kam es zu einem Messerattentat, bei dem ein betrunkener deutscher Fan zwei ebenfalls alkoholisierte dänische Fans in der Berliner Max-Schmeling-Halle erstach.

## Platzierungsspiel 7–8
| Mazedonien | 36 – 34 | Polen |

## Platzierungsspiel 5–6
| Südkorea | 33 – 32 | Kroatien |

## Platzierungsspiel 3–4
| Deutschland | 27 – 25 | Russland |

## Finale
| Norwegen | 20 – 33 | Dänemark |

## Abschlussplatzierungen
| Rang   | Mannschaft          |
| ------ | ------------------- |
| Gold   | Dänemark            |
| Silber | Norwegen            |
| Bronze | Deutschland         |
| 04     | Russland            |
|        |                     |
| 05     | Südkorea            |
| 06     | Kroatien            |
| 07     | Mazedonien          |
| 08     | Polen               |
|        |                     |
| 09     | Ungarn              |
| 10     | Frankreich          |
| 11     | Österreich          |
| 12     | Rumänien            |
| 13     | Tschechien          |
| 14     | Elfenbeinküste      |
| 15     | Angola              |
| 16     | Belarus             |
|        |                     |
| 17     | Japan               |
| 18     | Slowenien           |
| 19     | Algerien            |
| 20     | Kanada              |
|        |                     |
| 21     | Usbekistan          |
| 22     | Volksrepublik China |
| 23     | Brasilien           |
| 24     | Uruguay             |

## Torschützenliste
| Rang | Name                | Tore |
| ---- | ------------------- | ---- |
| 1    | Indira Kastratović  | 71   |
| 2    | Han Sun-hee         | 63   |
| 3    | Tonje Sagstuen      | 59   |
| 4    | Roxana Stănişor     | 57   |
| 5    | Aleksandra Pawelska | 55   |
| 6    | Grit Jurack         | 54   |

## Allstar-Team
| Position         | Name                   | Land        |
| ---------------- | ---------------------- | ----------- |
| Tor:             | Susanne Munk Lauritsen | Dänemark    |
| Linksaußen:      | Han Sun-hee            | Südkorea    |
| Rückraum links:  | Franziska Heinz        | Deutschland |
| Rückraum Mitte:  | Camilla Andersen       | Dänemark    |
| Rückraum rechts: | Tonje Sagstuen         | Norwegen    |
| Rechtsaußen:     | Natalja Malachowa      | Russland    |
| Kreis:           | Natalja Derjugina      | Russland    |